# The Loveliest Time
The Loveliest Time es el séptimo álbum de estudio de la cantante canadiense Carly Rae Jepsen, publicado el 28 de julio de 2023 por 604, Schoolboy Records e Interscope Records. Sirve de acompañamiento a The Loneliest Time (2022), presentando canciones de las sesiones de grabación de ese álbum. Fue precedido por el sencillo "Shy Boy".

## Antecedentes
En febrero de 2020, mientras se embarcaba en The Dedicated Tour, Jepsen comenzó a recopilar ideas para su sexto álbum de estudio. Su creatividad se vio estimulada por la pandemia de COVID-19, lo que la llevó a transformar un antiguo espacio de oficinas de su residencia de Los Ángeles en un estudio casero. Las sesiones de grabación de lo que se convertiría en The Loneliest Time produjeron más de 65 caras B, con las que Jepsen le dijo a su representante de A&R que "podría hacer algo".
En julio de 2023, nueve meses después del lanzamiento de The Loneliest Time, Jepsen confirmó que se publicaría un álbum de acompañamiento "cara B". La cantante publicó anteriormente los álbumes "cara B" Emotion: Side B y Dedicated Side B, que contenían canciones grabadas durante las sesiones de sus respectivos álbumes "cara A". En una entrevista con Variety, Jepsen explicó la decisión de hacer otra "cara B", sin escribirlo en el título del proyecto:

"Desde que hice esta oferta de caras B, de Emotion a Dedicated hasta ahora, realmente me incliné a que fuera uno de los procesos más emocionantes para mí. El territorio de las caras B es este mundo expansivo en el que puedo jugar en todas direcciones. [...] Sabía que en ese momento, [cuando] hice The Loneliest Time, The Loveliest Time estaba por llegar. La cara B de The Loneliest Time suena deprimente. Ya era bastante pesado llamar a algo como The Loneliest Time, pero The Loneliest Time Side B, simplemente no podía hacerlo."

## Composición y temas
"No quería que fuera tan simple como una oscuridad y una luz. No somos tan simples como humanos. [...] Se trata más bien de entrar en la experiencia de estar vivo y salir de ese estado de hibernación y luego de soledad. [...] Hay muchas flores en muchas de mis imágenes porque me gusta la idea de plantarse en esta tierra limpia, y a partir de ahí, puede producirse un hermoso crecimiento. Quiero que parezca crecimiento y que suene a celebración. Esos fueron los conceptos principales para mí. [...] Muchas de las canciones fueron escritas desde un lugar en el que todavía no había conocido a nadie que me entusiasmara tanto; era ese anhelo. Es extraño que la vida imite al arte, porque siento que he escrito todas estas experiencias que ahora estoy viviendo en la vida real, y es extraño que se escriban primero y luego sucedan después.
Carly Rae Jepsen

El proyecto contó con créditos de producción de Rostam Batmanglij y James Ford. Batmanglij compartió que el material con el que había contribuido era optimista, tuiteando: "Las dos que hicimos para The Loveliest Time tienen BPMs-prepárate para bailar". Jepsen dijo que el álbum era "una especie de finalización de The Loneliest Time", añadiendo que las canciones estaban inspiradas en "fantasías" sobre poder "viajar de nuevo y enamorarse locamente y vivir la vida como si fuera una aventura. " El sencillo principal del álbum, "Shy Boy", se publicó el 23 de junio de 2023.

## Recepción crítica
The Loveliest Time recibió una puntuación de 77 sobre 100 en el agregador de reseñas Metacritic, basada en las reseñas de seis críticos, lo que indica una recepción "generalmente favorable".
Kate Solomon del i calificó el álbum de "realmente cohesivo, emocionante y muy, muy divertido". Steve Erickson de Slant Magazine dijo que las "canciones más alegres y vibrantes" actúan como un "contrapunto sónico y temático" a The Loneliest Time, pero afirmó que el álbum es "menos consistente" que el lanzamiento de Jepsen en 2020 Dedicated Side B. Harry Tafoya de Pitchfork  escribió que "donde The Loneliest Time estaba impregnado de pérdida personal y malestar pandémico, The Loveliest es pavoneante y extrovertido, ebrio de nuevo amor y vigorizantemente directo sobre el deseo", calificándolo como "una sólida contraparte de su álbum hermano". Tras el lanzamiento del álbum, la canción "Psychedelic Switch" fue incluida en la lista de "Best New Track" de Pitchfork.

## Lista de canciones
| The Loveliest Time – Standard edition |                           |                          |          |  |
| N.º                                   | Título                    | Productore(s)            | Duración |  |
| 1.                                    | «Anything to Be with You» | Patrik Berger            | 3:17     |  |
| 2.                                    | «Kamikaze»                | Jack & Coke              | 2:59     |  |
| 3.                                    | «After Last Night»        | Rostam Batmanglij        | 3:29     |  |
| 4.                                    | «Aeroplanes»              | Berger                   | 3:21     |  |
| 5.                                    | «Shy Boy»                 | James Ford               | 3:29     |  |
| 6.                                    | «Kollage»                 | Berger                   | 4:17     |  |
| 7.                                    | «Shadow»                  | Batmanglij               | 2:49     |  |
| 8.                                    | «Psychedelic Switch»      | Kyle Shearer             | 4:32     |  |
| 9.                                    | «So Right»                | Cole Marsden Greif-Neill | 3:36     |  |
| 10.                                   | «Come Over»               | John Hill                | 2:54     |  |
| 11.                                   | «Put It to Rest»          | Berger                   | 3:18     |  |
| 12.                                   | «Stadium Love»            | Lewis OfMan              | 2:51     |  |
| 40:52                                 |                           |                          |          |  |

| The Loveliest Time – Japanese and digital edition (bonus track) |                |             |          |  |
| N.º                                                             | Título         | Producer(s) | Duración |  |
| 13.                                                             | «Weekend Love» | Gruska      | 2:42     |  |
| 43:34                                                           |                |             |          |  |

Notas
- "Shy Boy" contiene una interpolación de "Midas Touch" de Midnight Star, escrita por Boaz Watson y June Williams.

## Créditos y Personal
Músicos
- Carly Rae Jepsen - voz (todos los temas), coros (temas 2, 7, 8, 13)
- Patrik Berger - programación (1, 11), batería (1), teclados (4, 6, 11)
- Elliot Bergman - trompa (1)
- Markus Krunegård - programación (1)
- Jakob Hazell - bajo, batería, teclados, programación (2)
- Svante Halldin - bajo, batería, teclados, programación (2)
- Rostam Batmanglij - programación de batería, percusión, sintetizador (3, 7); caja de ritmos, cuerdas (3); bajo sintetizado (7)
- Angel Deradoorian]] - coros (3)
- Joey Messina-Doerning - piano (3)
- Jesper Nordenström - teclados (4, 6, 11)
- Cristoffer Cantillo - batería (4), percusión (11)
- James Ford (músico)|James Ford]] - bajo, batería, guitarra, teclados, sintetizador (5)
- Rob Moose]] - cuerdas (5)
- Danielle Haim - batería (7)
- Nate Cyphert - coros (8, 9)
- Kyle Shearer - voz de fondo, bajo, programación de batería, guitarra, sintetizador (8)
- Cole M.G.N. - programación de batería, bajo eléctrico, guitarra eléctrica, sintetizador (9)
- Evan Smith (músico)|Evan Smith]] - saxofón (9)
- Jordan Palmer - bajo, batería, guitarra, sintetizador (10)
- John Hill (productor discográfico)|John Hill]] - bajo, batería, guitarra, sintetizador (10)
- Nils Törnqvist - batería (11)
- Oliver Lundström - voz adicional, bajo, batería, sintetizador (12)
- Lewis OfMan - sampler, sintetizador, programación de sintetizador (12)
- Ethan Gruska - bajo, Mellotron, percusión, programación, sintetizador (13)

Técnicos
- Ruairi O'Flaherty - masterización
- Lars Stalfors - mezcla (1, 14)
- Alex Ghenea - mezcla (2)
- Manny Marroquin]] - mezcla (3, 7)
- Anthony Dolhai - mezcla (4-6, 11, 12)
- Ike Schultz - mezcla (8)
- David Wrench (productor musical)|David Wrench]] - mezcla (9)
- Tom Norris (productor discográfico)|Tom Norris]] - mezcla (10)
- Patrik Berger - ingeniería (1, 4, 6, 11)
- Michelle Amkoff - ingeniería (1, 4, 6, 11)
- Jack & Coke (compositores)|Jack & Coke]] - ingeniería (2)
- Rostam Batmanglij - ingeniería (3, 7)
- Joey Messina-Doerning - ingeniería (3, 7)
- James Ford - ingeniería (5)
- Kyle Shearer - ingeniería (8)
- Cole M.G.N. - ingeniería (9)
- Rob Cohen (productor discográfico)|Rob Cohen]] - ingeniería (10)
- Oliver Lundström - ingeniería (12)
- Ethan Gruska - ingeniería (13)
- Nacho Sotelo - ingeniería de mezclas (4, 6, 11, 12)
- Anthony Vilchis - asistencia de mezclas (3, 7)
- Trey Station - asistencia en las mezclas (3, 7)
- Zach Pereyra - asistencia en la mezcla (3, 7)

## Charts
| Chart (2023)                           | Peak position |
| -------------------------------------- | ------------- |
| Alemania (GfK Entertainment)           | 63            |
| Escocia (Scottish Albums Chart)        | 48            |
| Reino Unido (UK Album Downloads)       | 20            |
| Reino Unido UK Albums Sales (OCC)      | 39            |
| Reino Unido UK Physical Albums (OCC)   | 35            |
| Estados Unidos (Top Tastemaker Albums) | 22            |

## Historial de lanzamiento
| Región | Fecha                   | Formato(s)                  | Discográfica | Ref.   |
| ------ | ----------------------- | --------------------------- | ------------ | ------ |
| Varios | 28 de julio de 2023     | descarga digital, streaming | 604          | [ 30 ] |
| Varios | 8 de septiembre de 2023 | CD, LP                      | 604          | [ 21 ] |